# Doppia doppia
Doppia doppia è il termine che nella pallacanestro definisce una prestazione di un giocatore che riesce a totalizzare almeno 10 in due delle voci statistiche principali (punti, rimbalzi, assist, stoppate, recuperi). Il modo più comune di raggiungere questa statistica è attraverso le prime due ed è raggiunto in questo modo spesso dai grandi centri, che fanno fruttare il loro predominio fisico sotto canestro: Shaquille O'Neal, Yao Ming, Wilt Chamberlain, David Robinson, Patrick Ewing e Dikembe Mutombo, per citarne alcuni.
Una doppia doppia attraverso punti e assist, o punti e recuperi, è invece appannaggio delle piccole guardie come John Stockton o Jason Kidd. In Italia esistono 6 voci statistiche positive (essendo basate sulla valutazione, cosa non presente in NBA), poiché vengono conteggiati anche i falli subiti, con i quali per la Lega Basket è possibile ottenere una somma in doppia cifra.
Al contrario delle triple doppie o addirittura delle quadruple doppie o quintuple doppie (per le quali bisogna entrare in doppia cifra, rispettivamente, in 3 4 o 5 voci statistiche), le doppie doppie sono abbastanza comuni nella basket oggigiorno, sia in NBA sia in Europa, e quasi ad ogni partita un giocatore ne riesce a totalizzare una.
Più rara è una doppia doppia-doppia, raggiunta quando il giocatore totalizza almeno 20 in due statistiche. Wilt Chamberlain è riuscito a registrare 135 triple doppie doppie, di cui otto quadruple doppie-doppie.

## Leader
Sebbene le statistiche in carriera ci portino a pensare che i giocatori con più doppie doppie realizzate siano stati giocatori come Wilt Chamberlain, Bill Russell, Oscar Robertson, Kareem Abdul-Jabbar e anche Magic Johnson, i boxscore ufficiali e completi delle partite NBA vengono registrati totalmente solo a partire dalla stagione 1986-87 e prima del 1973/1974 in NBA non si contavano stoppate e palle rubate. A partire da questa data, i leader in carriera nelle doppie-doppie in stagione regolare sono (in ordine): primo Tim Duncan (841), secondo Karl Malone (814), terzo Hakeem Olajuwon (775), quarto Dwight Howard (748), quinto Kevin Garnett (742), sesto Shaquille O'Neal (727), settimoJohn Stockton (714), ottavo Charles Barkley (710). Va però ricordato che per Olajuwon e Stockton le stagioni giocate prima del 1986-87 sono due e per Malone una. Tra i giocatori le cui doppie doppie non sono state ufficializzate, spicca Chamberlain (968) in sole 1 045 partite giocate.